# Psychopathie
Unter einer Psychopathie (Kunstwort aus altgriechisch ψυχή, psychḗ, „Seele“, und πάθος, páthos, „Leiden“) wird eine schwere Form der antisozialen (dissozialen) Persönlichkeitsstörung (APS) verstanden. In den Klassifikationssystemen DSM-5 und ICD-10 ist Psychopathie als Diagnose nicht enthalten.

## Definition
Psychopathie bezeichnet heute eine schwere Persönlichkeitsstörung, die bei den Betroffenen mit dem weitgehenden oder völligen Fehlen von Empathie, sozialer Verantwortung und Gewissen einhergeht. Psychopathen sind auf den ersten Blick mitunter charmant, sie verstehen es, oberflächliche Beziehungen herzustellen. Dabei können sie sehr manipulativ sein, um ihre Ziele zu erreichen. Psychopathie geht häufig mit antisozialen Verhaltensweisen einher, sodass in diesen Fällen oft die Diagnose einer dissozialen oder antisozialen Persönlichkeitsstörung gestellt werden kann. Psychopathie kann jedoch mitunter auch als Komorbidität einer Borderline- oder narzisstischen Persönlichkeitsstörung auftreten.

## Historisches
Geläufig war um 1900 bis 1925 noch der Begriff der sexuellen Psychopathie (Psychopathia sexualis), worunter seit den 1880er Jahren vor allem sexuelle Abweichungen und Perversionen verstanden wurden. Die Erstbeschreibung des modernen Psychopathiebegriffes wird Hervey M. Cleckley zugeschrieben, der 1941 in seinem Buch The Mask of Sanity eine differenzierte Beschreibung des Störungsbildes vorlegte. Neben dem von Egozentrik und Gefühlsarmut gekennzeichneten Verhalten Betroffener, wird auch die erhöhte Wahrscheinlichkeit straffällig zu werden bereits von Cleckley thematisiert.
Die Weiterentwicklung wurde vor allem von Robert D. Hare vorangetrieben, der auch das heute am meisten verwendete Diagnoseverfahren der Psychopathie-Checkliste (PCL-R) für den forensischen Bereich entwickelte. In der 14., von Manfred Bleuler neubearbeiteten Auflage des Lehrbuch der Psychiatrie von Eugen Bleuler, heißt es 1979 auf Seite 557: „Es gibt Menschen, die zufolge der angeborenen Eigenarten ihres Charakters, ihres Temperamentes, ihrer Triebhaftigkeit oder ihrer ganzen Persönlichkeit, leiden, in ihrer Laufbahn und gesellschaftlichen Eingliederung behindert sind und in manchen Fällen für ihre Angehörigen eine quälende Last sind. Diese schwierigen Menschen nannte man seit Jahrzehnten ‚Psychopathen‘, wenn ihr Leiden dem Leiden eines Kranken wesensähnlich schien“.

## Abgrenzung zur antisozialen Persönlichkeitsstörung
Die Vorstellung der Psychopathie umfasst spezifische Persönlichkeitszüge und antisoziale Verhaltensweisen, wohingegen die der antisozialen Persönlichkeitsstörung nur letztere beinhaltet. Ein Anteil von 50 bis 80 % unter Häftlingen weist eine antisoziale Persönlichkeitsstörung auf, wohingegen weniger als 15 % als psychopathisch klassifiziert werden.

## Neurobiologie
Für die Psychopathie konnte nachgewiesen werden, dass verschiedene Hirnregionen ein Struktur- oder Funktionsdefizit aufweisen. Die Gehirnmasse in der präfrontalen und orbitofrontalen Großhirnrinde ist reduziert. Dies ist u. a. assoziiert mit mangelhaftem sozialem Normverständnis und dem Fehlen von Schuldbewusstsein. Des Weiteren wurde eine Dysregulation der Amygdala-Funktion beschrieben. Man vermutet, dass dadurch wichtige soziale Lernfunktionen beeinträchtigt sind. Außerdem konnte auch eine Hippocampus-Dysfunktion belegt werden. Diese wird in Verbindung mit mangelhafter Angst-Konditionierung und Affekt-Regulierung gebracht. Weitere Hirnregionen sind – vermutlich als Folge der beschriebenen Defekte – ebenfalls betroffen. Über Fehlregulationen der Verbindungsstrukturen der betroffenen Regionen wird spekuliert.
Bei Psychopathen wurden erhöhte Dopamin- und niedrige Serotonin-Spiegel beobachtet. Dies führt möglicherweise zur Enthemmung aggressiver Impulse. Verminderte Cortisol-Spiegel wurden ebenfalls beobachtet. Über eine Störung des Testosteron-Haushaltes liegen dagegen keine eindeutigen Daten vor.
Es wird vermutet, dass die Dysfunktionen und Fehlregulationen bereits in früher Kindheit angelegt sind.

## Unterformen und Diagnostik
Die Diagnostik erfolgt im forensischen Bereich meist mit der Psychopathie-Checkliste (PCL-R) von Robert D. Hare. Diese unterscheidet zwei Unterformen der Psychopathie mit insgesamt 20 zu erfüllenden Kriterien:

### Unterform1: interpersonell-affektiv
(Kernmerkmale der psychopathischen Persönlichkeit, selbstsüchtig und parasitär – stabil über die Lebenszeit)
- trickreich sprachgewandter Blender mit oberflächlichem Charme
- erheblich übersteigertes Selbstwertgefühl
- pathologisches Lügen (Pseudologie)
- betrügerisch-manipulatives Verhalten
- Mangel an Gewissensbissen oder Schuldbewusstsein
- oberflächliche Gefühle
- Gefühlskälte, Mangel an Empathie
- mangelnde Bereitschaft und Fähigkeit, Verantwortung für eigenes Handeln zu übernehmen

### Unterform2: antisozial-deviant
(Verhaltensstörung, chronisch instabiler und antisozialer Lebensstil – tendenziell Abnahme mit dem Alter)
- Stimulationsbedürfnis (Erlebnishunger), ständiges Gefühl der Langeweile
- parasitärer Lebensstil
- Fehlen von realistischen, langfristigen Zielen
- Impulsivität
- Verantwortungslosigkeit
- geringe Verhaltenskontrolle
- Frühe Verhaltensauffälligkeiten
- Verstoß gegen Bewährungsauflagen bei bedingter Haftentlassung
- Polytrope (vielgestaltige) Kriminalität

### Weitere Punkte (nicht einer der Subdimensionen zuzuordnen)
- Promiskuität
- viele kurzzeitige eheähnliche Beziehungen

Diese 20 Kriterien werden je nach Ausprägung mit 0 (keine Ausprägung), 1 (teilweise Ausprägung) oder 2 (volle Ausprägung) Punkten bewertet. Ab 25 von insgesamt 40 zu erreichenden Punkten wird ein hoher Psychopathie-Wert konstatiert. Ab einem PCL-R-Wert von 30 Punkten (Cutoff-Wert) erfolgt die Diagnose Psychopathie, wobei in deutschen Stichproben ein Cutoff-Wert von 25 empfohlen wird. Zu beachten ist jedoch, dass die Kriterienauswahl der Psychopathie-Checkliste (PCL-R) von Robert D. Hare zur Diagnostik im forensischen Bereich für straffällig gewordene Psychopathen entwickelt wurde und für sozial angepasste Psychopathen (siehe unten), bei denen die Unterform 2 schwächer ausgeprägt bzw. in Erscheinung getreten ist, wenig geeignet ist.
Hare schätzt den Anteil von Psychopathen (in Nordamerika) auf einen von hundert.

## Psychopathie und Kriminalität
In einer Studie wurde eine Auswahl nordamerikanischer Gefängnisinsassen mithilfe der Hare-Prüfliste auf Psychopathie getestet. Dabei erzielten männliche Gefangene auf einer Punkteskala von 0 bis 40 einen Mittelwert von 22,87, während Frauen einen Mittelwert von 12,10 erreichten. Alter und Intelligenzquotient ergaben indes keine signifikanten Unterschiede.
Weniger als 5 % der Bevölkerung haben hohe Werte, jedoch 15–20 % der (US-amerikanischen) Gefängnisinsassen sind für 50 % aller schweren Delikte verantwortlich.
Der PCL-R-Wert findet in forensisch-psychiatrischen Gutachten Verwendung und hat hohe Prognosekraft hinsichtlich der Rückfallwahrscheinlichkeit bei Gewaltdelikten. Diese liegt bei Psychopathen (PCL-R-Wert ≥ 30) bei 80 %, bei moderater Psychopathie bei 62 % und bei Nicht-Psychopathen (PCL-R-Wert < 20) bei 31 %.

## Psychopathie in Politik, Wirtschaft und Unternehmen
Das Pendant zu kriminellen Psychopathen bildet die Gruppe der hoch funktionalen „erfolgreichen Psychopathen“. Obwohl Psychopathie nur eine geringe Verbreitung in der allgemeinen Bevölkerung hat, sind Menschen mit dieser Persönlichkeitsstörung nicht nur in Gefängnissen, sondern auch in höheren Hierarchiestufen überrepräsentiert, etwa sechsfach in Führungspositionen:

„[Sie] rauben keine Bank aus, sie werden Bankenvorstand.“

Nach Reinhard Mohn gehen viele Probleme in der Wirtschaft auf Menschen mit psychischen Problemen zurück, insbesondere auf Narzissten und Psychopathen. Psychopathie, Narzissmus und Machiavellismus sind Teil der sogenannten Dunklen Triade.

„Sie sind nicht gewalttätig […] Der Schaden, den sie aber in unserer Gesellschaft anrichten, ist immens.“

„Ein normaler Mensch würde […] kotzen, wenn er gerade eine Milliarde versemmelt hätte. Der Psychopath geht unverdrossen nach Hause und denkt nicht mehr daran.“

Die Berufsfelder mit den höchsten Anteilen an Psychopathen sind nach Dutton: Geschäftsleitung, Rechtspflege (Richter, Rechtspfleger), Medien (Fernsehen/Radio), Vertrieb, Chirurgie. Die wenigsten Psychopathen finden sich dagegen in Sozial- und Pflegeberufen, da diese mit wenig Macht verbunden sind und einen adäquaten Umgang mit Gefühlen erfordern.
Psychopathen haben eine Neigung zu Hochrisikoberufen und bevorzugen große Organisationen und klare Hierarchien. Nach Hare werden von Personalverantwortlichen psychopathische Verhaltensweisen wie Dominanz und Manipulation als Führungsqualitäten missgedeutet. Aufgrund ihrer pathologisch fehlenden Einsichtsfähigkeit könne man ihrer nur Herr werden, indem man sie aus der Organisationsstruktur eliminiere. Eine grundsätzliche Prophylaxe bestünde darin, „psychopathenfeste Anreizsysteme“ zu schaffen.
Es zeigt sich zudem ein Geschlechtereffekt: In einer Meta-Analyse mit 92 Studien waren höhere Psychopathie-Werte bei Männern positiv mit Führungserfolg korreliert, bei Frauen negativ. Die Autoren vermuten, dass Durchsetzungsfähigkeit, Dominanz oder rücksichtsloses Verhalten bei Männern als erstrebenswerte Führungsqualitäten wahrgenommen werden, bei Frauen hingegen weniger. Höhere Psychopathiewerte erhöhten bei Männern zudem die Wahrscheinlichkeit, eine Führungsposition zu übernehmen, bei Frauen fand sich dieser Zusammenhang nicht.

## Therapie
Es wird diskutiert, ob eine Behandlung von Psychopathen erfolgreich sein kann. In der Regel findet sie im Strafvollzug statt, in Deutschland in entsprechenden sozialtherapeutischen Einrichtungen. Die meisten Therapieprogramme sind heutzutage verhaltenstherapeutisch und kognitiv-behavioral ausgerichtet. Es wird darüber berichtet, dass Psychopathen unterschiedlich gut auf Therapie ansprechen. Teilweise wird auch eine erhöhte Rezidivrate nach Therapie berichtet. Generell gilt, dass Psychopathen schwerer zu therapieren sind als nichtpsychopathische Straftäter. Aus neurobiologischer Sicht werden die transkranielle Magnetstimulation und pharmakologische Methoden vorgeschlagen, wenngleich beide Methoden noch nicht näher erforscht worden sind.

## Erweiterung des Psychopathie-Begriffes
In neueren populärwissenschaftlichen Büchern, aber auch in der wissenschaftlichen Forschung wird der Begriff der Psychopathie weiter ausgedehnt. Es werden beispielhaft Typen von Persönlichkeiten beschrieben, die nicht straffällig werden, teilweise sogar lange sozial unauffällig, charismatisch und beruflich überdurchschnittlich erfolgreich sind, aber manipulative und vermindert empathische Verhaltensweisen zeigen. Auf die Arbeitsgruppe des britischen, heute am NIMH in den USA forschenden Psychologen James Blair geht eine aktuelle Überarbeitung des Konzepts der Psychopathie zurück. Blair versteht die Diagnose Psychopathie als besondere, auf eine emotionale Behinderung zurückgehende Form der Verhaltensstörung (conduct disorder) bzw. der antisozialen Persönlichkeitsstörung (antisocial personality disorder), wie sie im DSM-IV und ICD-10 aufgeführt werden. Das wichtigste Unterscheidungsmerkmal der Psychopathie ist nach Blair der betont instrumentelle, zweck- und zielorientierte Charakter der zu beobachtenden Aggressivität. Demgegenüber steht in der Mehrzahl der Fälle antisozialen Verhaltens eine überwiegend reaktive Aggressivität.

## Weiterführende Literatur
- Heinz Schuler, Dominik Schwarzinger: Die Masken der Psychopathen: Wie man sie durchschaut und nicht zum Opfer wird. C.H. Beck, 2022, ISBN 978-3-406-79190-1.[40]